# Abdoulaye Djiba
Abdoulaye Djiba (ur. 7 lipca 1938) – senegalski judoka. Dwukrotny olimpijczyk. Zajął dziewiętnaste miejsce w Monachium 1972; siódme i szesnaste w Montrealu 1976.
Uczestnik mistrzostw świata w 1971. Wygrał igrzyska afrykańskie w 1973 i trzeci w 1978 roku.

## Letnie Igrzyska Olimpijskie 1972
| Konkurencja | Eliminacje         | Klas. końcowa |
| Konkurencja | Przeciwnik I       | Miejsce       |
| ----------- | ------------------ | ------------- |
| open        | John Watts (USA) P | 19.           |

## Letnie Igrzyska Olimpijskie 1976
| Konkurencja | Eliminacje                    | Eliminacje              | Repsaże            | Klas. końcowa |
| Konkurencja | Przeciwnik I                  | Przeciwnik II           | Przeciwnik I       | Miejsce       |
| ----------- | ----------------------------- | ----------------------- | ------------------ | ------------- |
| 93 kg       | Henri-Richard Lobe (CMR) Z-wo | Arthur Schnabel (FRG) P | Cho Jea-ki (KOR) P | 7.            |

| Konkurencja | Eliminacje                 | Klas. końcowa |
| Konkurencja | Przeciwnik I               | Miejsce       |
| ----------- | -------------------------- | ------------- |
| open        | Günther Neureuther (FRG) P | 16.           |